# Система за управление на бази от данни
Система за управление на бази от данни или система за управление на бази данни, СУБД (на английски: Database management system, DBMS) е набор от компютърни програми, контролиращи изграждането, поддръжката и използването на бази от данни. Примери за такива системи са Microsoft SQL Server, MySQL, PostgreSQL, Access, Oracle, Paradox, dBase, FoxPro, Cliper, Sybase, Informix. Някои от тях са потребителски ориентирани програмни среди, а други са по-скоро езици за създаване и описване на бази от данни. Програмата Microsoft Access е типичен пример на потребителски ориентирана програма за управление на бази от данни. Макар че в Microsoft Access е възможно и програмиране с езика SQL, малки бази от данни могат да бъдат създавани и без програмиране.
Системите за управление на базите от данни създават, обработват и поддържат точно определени структури от данни. Съществуват три типа организация на данните и връзките между тях (наричани модели на бази от данни): йерархичен (на английски: hierarchical model), мрежови (network model) и релационен (relational model), като така се различават йерархични бази от данни, мрежови бази от данни и релационни бази от данни. Най-популярен е релационният модел, при който данните се организират в таблици, между които се осъществяват връзки/съотношения (т.н. релации).
Информатиката познава още 2 вида модела на бази от данни, различни от основните 3, а именно многомерен/многопространствен (multidimensional model) и обектен (object model).
Таблиците се състоят от редове и колони. Понякога редовете се наричат записи, а колоните – полета.